# Marquesado de Casa Rábago
El marquesado de Casa Rábago (o Rávago) es un título nobiliario español creado por el rey Carlos IV, el 31 de mayo de 1794, a favor de Francisco Fernández de Rábago y Rábago, Roiz del Vaillo y Terán, regidor perpetuo de Cádiz, vizconde de Peñasagra.
Fue rehabilitado en 1953, a favor de Joaquín Rubio y Ramírez de Verger.

## Armas
«Escudo cortado: 1º, en campo de gules, un castillo de oro; y 2º, en campo de oro, un árbol de sinople, con un león de gules empinado al tronco; y en la parte alta de la diestra de esta partición, una flor de lis de gules.»

## Marqueses de Casa Rábago
|                                             | Titular                              | Periodo                        |
| Creación en 1794 por Carlos IV              | Creación en 1794 por Carlos IV       | Creación en 1794 por Carlos IV |
| ------------------------------------------- | ------------------------------------ | ------------------------------ |
| I                                           | Francisco Fernández de Rábago        | 1794-1803                      |
| II                                          | Josefa Fernández de Rábago y O' Ryan | ?-1861                         |
| III                                         | María Josefa de Artecona y Lafuente  | 1862-1905                      |
| Rehabilitación en 1953 por Francisco Franco |                                      |                                |
| IV                                          | Joaquín Rubio y Ramírez de Verger    | 1953-2008                      |
| V                                           | María Flora Rubio y Sancho-D'Ávila   | 2008-2009                      |
| VI                                          | Joaquín Rubio y Sancho-D'Ávila       | 2009-2022                      |
| VII                                         | María Flora Rubio y Sancho-D'Ávila   | 2023-actual titular            |

## Historia de los marqueses de Casa Rábago
- Francisco Fernández de Rábago y Rábago, (Lombraña, 4 de noviembre de 1732 - Cádiz, 12 de mayo de 1803), I marqués de Casa Rábago y regidor perpetuo de Cádiz. Hijo de Lorenzo Fernández de Rábago (n. Lombraña) y María de Rábago y Roiz (n. Tresabuela).

Casó con Anne O'Ryan, (Mahón, 8 de noviembre de 1752 - Cádiz 1824), hija de Mathew O'Ryan y Anne Perry, ambos de Dublín (Irlanda). Le sucedió su hija:
- Josefa Fernández de Rábago y O'Ryan (Cádiz, 19 de octubre de 1775-30 de julio de 1861), II marquesa de Casa Rábago[4] y presidente de la Junta de Damas de la Sociedad Económica de Amigos del País de Cádiz.[5]

Casó, el 2 de diciembre de 1795, en Chiclana, con Antonio de Artecona Salazar y Rodríguez de Picón, (Cádiz, 2 de diciembre de 1767 - 1829), coronel de infantería, caballero de la Orden de Santiago y de la Real y Militar Orden de San Hermenegildo. Le sucedió, el 21 de febrero de 1862, su nieta, hija de Francisco de Artecona y Fernández de Rábago y María de Lafuente y Puyana:
- María Josefa de Artecona y Lafuente (Cádiz, 7 de marzo de 1830 - Madrid, 30 de marzo de 1905), III marquesa de Casa Rábago.

Casó en Cádiz, el 7 de diciembre de 1854, con Joaquín Rubio y Bosichy (Cádiz, 3 de julio de 1826 - 6 de febrero de 1888), conde de Morea Bosichy, hijo de Joaquín Rubio y Muñoz, (Cádiz, 27 de julio de 1788 - 30 de noviembre de 1874)  y María Dolores Bosichy Pitaluga (Cádiz, 24 de diciembre de 1793 - ?).
Rehabilitado en 1953 a favor de su bisnieto (hijo de Joaquín Rubio y Sánchez Alarcón y Dolores Ramírez de Verger y Ramírez de Verger, y nieto de Joaquín Rubio de Artecona y Carmen Sánchez Alarcón y Jódar, Tomás Ramírez de Verger y Briones y Dolores Ramírez de Verger y Fabié):
- Joaquín Rubio Ramírez de Verger (Barcelona, 26 de mayo de 1919 - 25 de noviembre de 2008), IV marqués de Casa Rábago.[3]

Casó en Sevilla el 8 de julio de 1950 con María Flora Sancho D'Ávila Acosta (Palma del Río, 20 de noviembre de 1918 - Barcelona, 17 de junio de 2005). Le sucedió, en 2008, su hija:
- María Flora Rubio y Sancho-D'Ávila (n. 1951), V marquesa de Casa Rábago.[6]

Le sucedió, por cesión inter vivos, el 25 de septiembre de 2009, su hermano:
- Joaquín Rubio Sancho D'Ávila (Barcelona, 5 de marzo de 1953 - 11 de octubre de 2022), VI marqués de Casa Rábago.[7]

Sucedió su hermana:
- María Flora Rubio y Sancho-D'Ávila, VII marquesa de Casa Rábago.[8]